# Diegese
Diegese é um conceito de narratologia, estudos literários, dramatúrgicos e de cinema que diz respeito à dimensão ficcional de uma narrativa. A diegese é a realidade própria da narrativa ("mundo ficcional", "vida fictícia"), à parte da realidade externa de quem lê (o chamado "mundo real" ou "vida real"). O tempo diegético e o espaço diegético são, assim, o tempo e o espaço que decorrem ou existem dentro da trama, com suas particularidades, limites e coerências determinadas pelo autor.
No cinema e em outros produtos audiovisuais, diz-se que algo é diegético quando ocorre dentro da ação narrativa ficcional do próprio filme. Por exemplo, uma música de trilha sonora incidental que acompanha uma cena faz parte do filme mas é externa à diegese, pois não está inserida no contexto da ação. Já a música que toca se um personagem está escutando rádio é diegética, pois está dentro do contexto ficcional.
O termo "diegese" é de origem grega e foi divulgado pelos estruturalistas franceses para designar o conjunto de acções que formam uma história narrada segundo certos princípios cronológicos. O termo já aparece em Platão (República, Livro III) como simples relato de uma história pelas palavras do próprio relator (que não incluía o diálogo), por oposição a mimesis ou imitação dessa história recorrendo ao relato de personagens. Por outras palavras, o sentido da oposição que Sócrates estabelece entre diegese e mímese corresponde, respectivamente, à situação em que o poeta é o locutor que assume a sua própria identidade e à situação em que o poeta cria a ilusão de não ser ele o locutor. De notar que a teoria de Sócrates diz respeito à diferença entre o drama (que é sempre mímese) e o ditirambo (que é sempre diegesis), salvaguardando-se a natureza da épica (que é ambas as coisas).
Divergindo desta oposição clássica, a partir dos estudos da narrativa cinematográfica de Étienne Souriau (que chamava diegese àquilo que os formalistas russos já haviam chamado de fábula) aplicados por Gérard Genette à narrativa literária, considera-se diegese o conjunto de acontecimentos narrados numa determinada dimensão espaço-temporal ("l'univers spatio-temporel désigné par le récit"), aproximando-se, neste caso, do conceito de história ou intriga. Não se confunde com o relato ou o discurso do narrador nem com a narração propriamente dita, uma vez que esta constitui o "acto narrativo" que produz o relato.